# Gymnelia odyneroides
Gymnelia odyneroides là một loài bướm đêm thuộc phân họ Arctiinae, họ Erebidae.